# Lucio Licinio Murena (cónsul 62 a. C.)
Lucio Licinio Murena (en latín, Lucius Licinius Murena; 105-22 a. C.) fue cónsul romano, hijo de Lucio Licinio Murena.

## Guerras mitridáticas

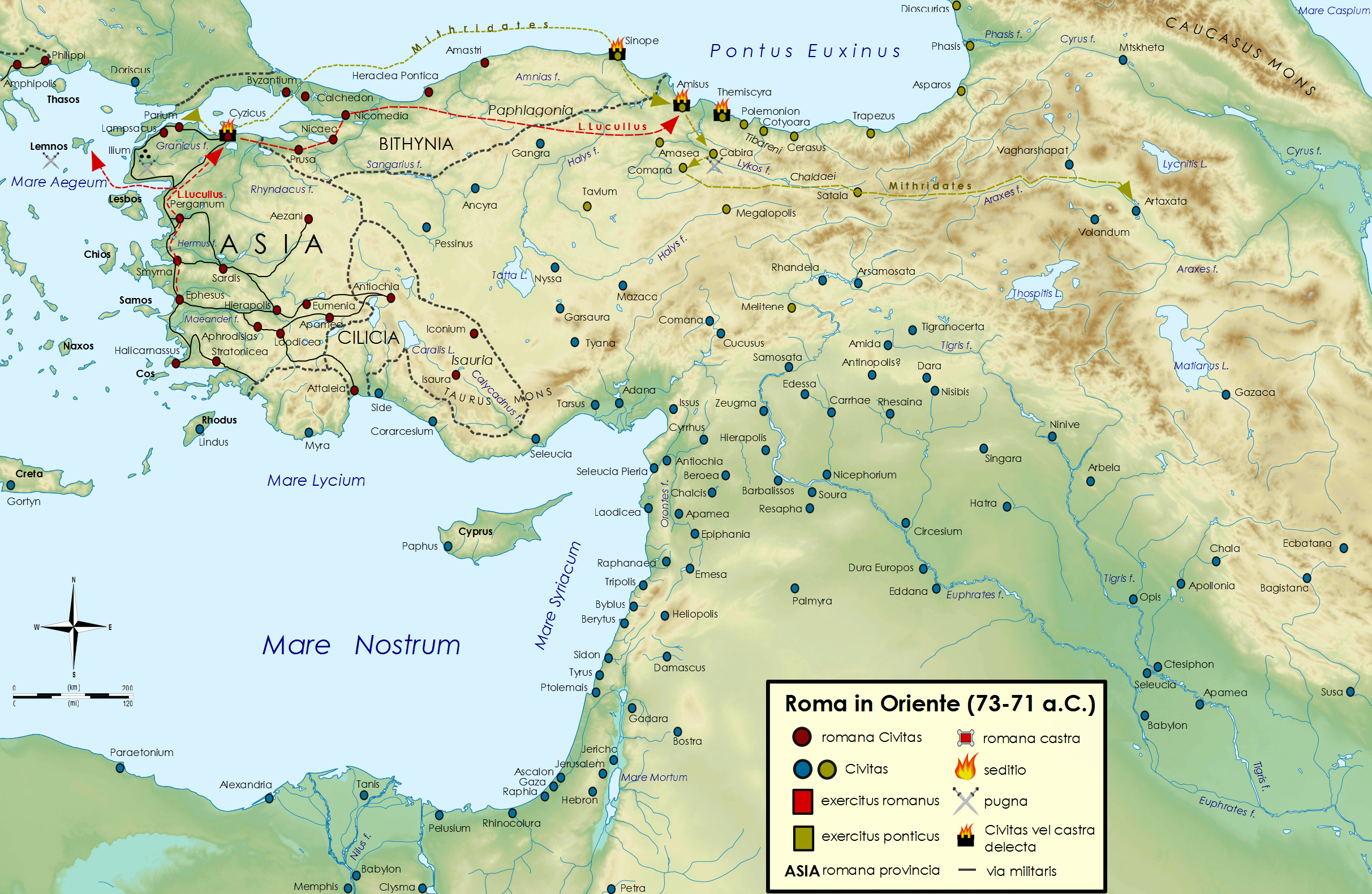
Roma en el Oriente 73-71AC.La república romana en el próximo oriente en el 73-71 A.C, durante la tercera Guerra Mitridáica.

Sirvió bajo las órdenes de su padre en Ponto en el año 83 a. C. durante la segunda guerra mitridática. Más tarde fue cuestor en Roma con el jurista Servio Sulpicio, quien más tarde sería su rival en la lucha por el consulado. Fue edil curul y adornó las murallas del Comitium con piedra de Lacedemonia.
En la tercera guerra mitridática que empezó en el año 74 a. C. sirvió bajo Lucio Licinio Lúculo, que le encargó la dirección del asedio de Amisos, que Murena conquistó en 71 a. C. 
Murena posteriormente siguió al rey Tigranes II de Armenia en su retirada desde Tigranocerta hacia el Tauro (69 a. C.). Lúculo le encargó mantener el asedio de la capital armenia. Regresó a Roma antes de finalizar la guerra, probablemente en 68 a. C. y fue uno de los diez comisionados enviados para el establecimiento de la provincia del Ponto y el reparto de territorios en Asia.

## Pretura y elección como cónsul
En 65 a. C. fue pretor con Servio Sulpicio, y se hizo cargo de la juridictio, mientras que Sulpicio tuvo la impopular función de presidir los quastio peculatus Se hizo popular por la magnificencia de los ludi Apollinares que ofreció al pueblo.
Como gobernador de la Galia Cisalpina tras su pretura, en 64 a. C., se benefició de la buena voluntad de los provincianos y los romanos gracias a su imparcialidad. Tuvo a su hermano Cayo Licinio Murena como legado. 
En 62 a. C. fue elegido cónsul, junto a Décimo Junio Silano, pero antes de acceder al cargo fue acusado de soborno (ambitus) por Servio Sulpicio Rufo, un competidor fracasado, el cual contó con la colaboración de Marco Porcio Catón, Cneo Postumio y Servio Sulpicio el Joven. Murena fue defendido por Marco Licinio Craso (el triunviro), Quinto Hortensio Hórtalo y Marco Tulio Cicerón, y fue absuelto aunque es probable que fuera culpable, gracias a los argumentos de Cicerón, quien señaló que, con Catilina a la cabeza de un ejército en las afueras de la ciudad, y sus cómplices dentro de la misma Roma, era necesario tener un cónsul enérgico para proteger al Estado el próximo año.

## Consulado
Los dos cónsules electos tuvieron que, en el mes de diciembre de 63 a. C., decidir sobre el castigo a aplicar a los conspiradores que habían sido arrestados. Silano declaró que era partidario de la ejecución de los capturados y Murena, primeramente indeciso, finalmente le apoyó.
El consulado de Silano y Murena fue un período tormentoso, debido a la agitación del tribuno de la plebe Quinto Cecilio Metelo Nepote que favorecía el regreso de Gneo Pompeyo en oposición a los optimates. Los disturbios en Roma llegaron a ser de tal gravedad que el Senado amplió la facultad de los cónsules con objeto de preservar la seguridad de la comunidad. Catón, que era un colega de Metelo, se opuso a los cónsules, pero Murena lo protegió durante una refriega.
En su consulado, se aprobó la Lex Licinia Junia, que hacía cumplir con más rigor la lex Cecilia Didia, que fijaba el plazo que tenía que pasar entre la aprobación en comicios y la promulgación de una ley. No hay ninguna mención de que a Murena se le asignará una provincia después de su consulado. Ya no vuelve a aparecer en los registros y probablemente murió antes de poder ejercer el proconsulado. 